# Vincero (album)
Albums de Amaury Vassili
Canterò
Vincerò est le 1er album studio du chanteur français Amaury Vassili, sorti le 23 mars 2009 sous le label Warner.
L'album s'est vendu à plus de 200 000 exemplaires, et Amaury Vassili a reçu un disque de platine.
En France, son album s'est classé au mieux à la 5e place et à la 35e place en Belgique.

## Liste des titres
1. Vincerò
2. Parla più piano
3. Lucente stella
4. Io ti amerò
5. Fragile
6. L'amore
7. Un angelo
8. Con tutto il cuore
9. Who Wants to Live Forever
10. Parlami d’amore
11. Per te
12. Hallelujah

### Titres présents dans la réédition de l'album
1. Mi fa morire cantando
2. Come prima
3. With or Without You
4. Vivere
5. Smile
6. L'estate